# Двері «крило метелика»

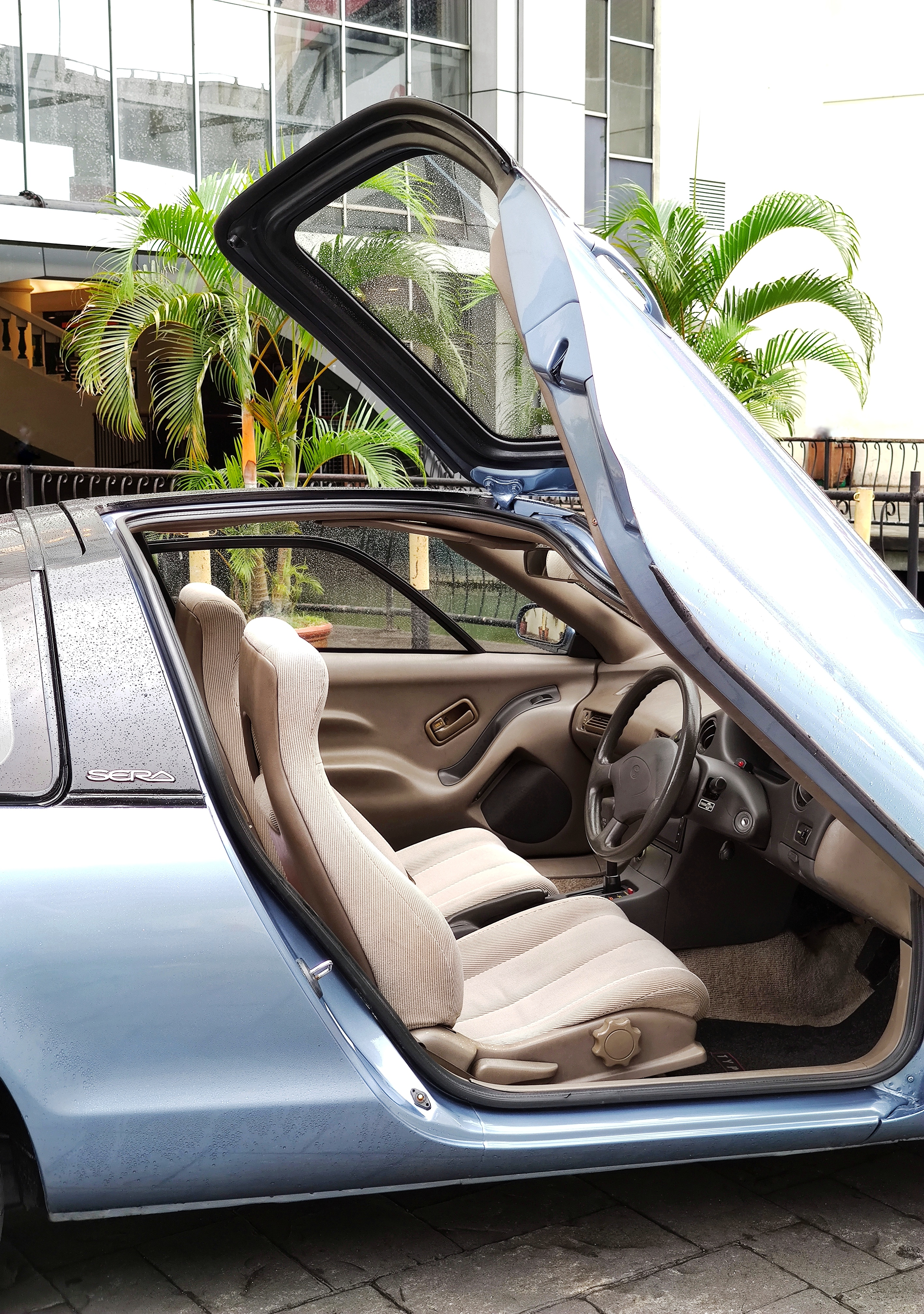
Вид збоку на двері «крило метелика» на Toyota Sera

Двері «крило метелика» — тип автомобільних дверей, які іноді можна побачити на автомобілях високої продуктивності. Вони трохи відрізняються від дверей-ножиць. У той час як двері-ножиці рухаються прямо вгору через петлі в нижній частині передньої стійки автомобіля, двері крило метелика рухаються вгору та назовні через петлі вздовж передньої стійки. Це полегшує вхід і вихід за рахунок необхідності більшого бічного простору, ніж потрібно для дверей з ножицями.

## Історія
Двері «крило метелика» вперше були помічені на Alfa Romeo 33 Stradale у 1967 році.
Ці двері зазвичай використовувалися в прототипах групи C і IMSA GTP, оскільки вони зберегли аеродинамічну форму купола, дозволяючи водієві заходити та виходити з автомобіля швидше, ніж звичайні двері та двері типу «крило чайки».
Toyota Sera, що випускалася між 1990 і 1995 роками, була автомобілем обмеженого випуску, розробленим виключно для японського ринку, і першим масовим автомобілем з дверцятами «крило метелика». Mercedes-Benz SLR McLaren — один із небагатьох автомобілів із відкритим верхом, у яких використовуються двері-метелики. Це стало можливим завдяки тому, що шарніри розташовані збоку передньої стійки, а не вгорі.

## Галерея

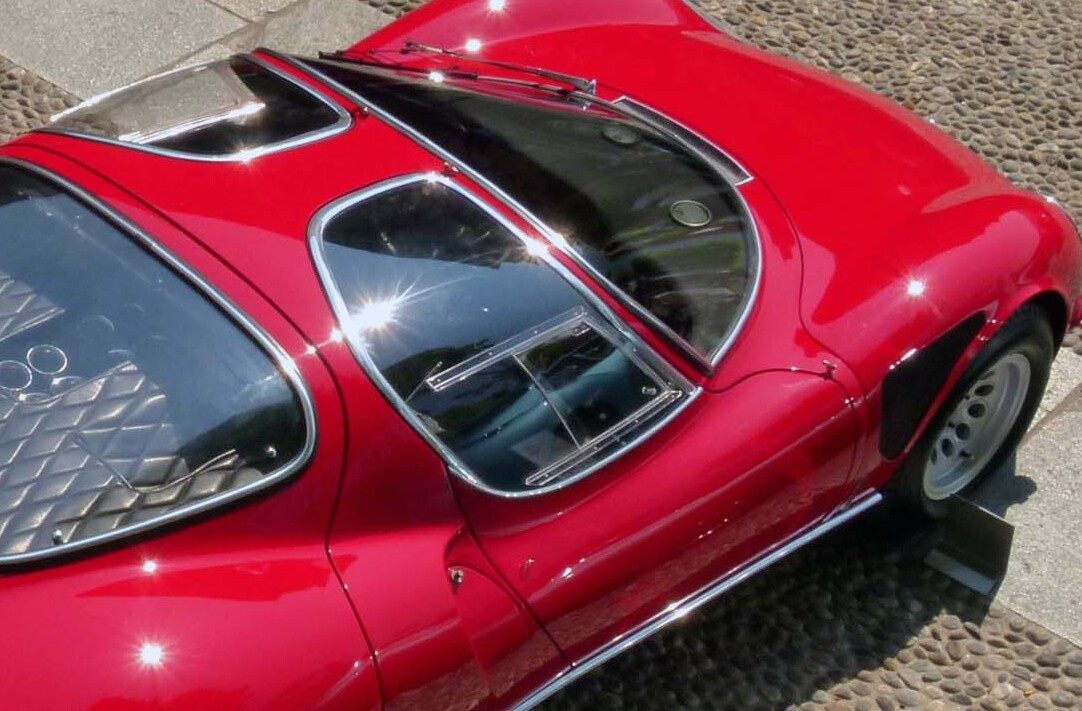
1969 Alfa Romeo 33: крупний план із інтегрованим боковим/віконним склом навісом
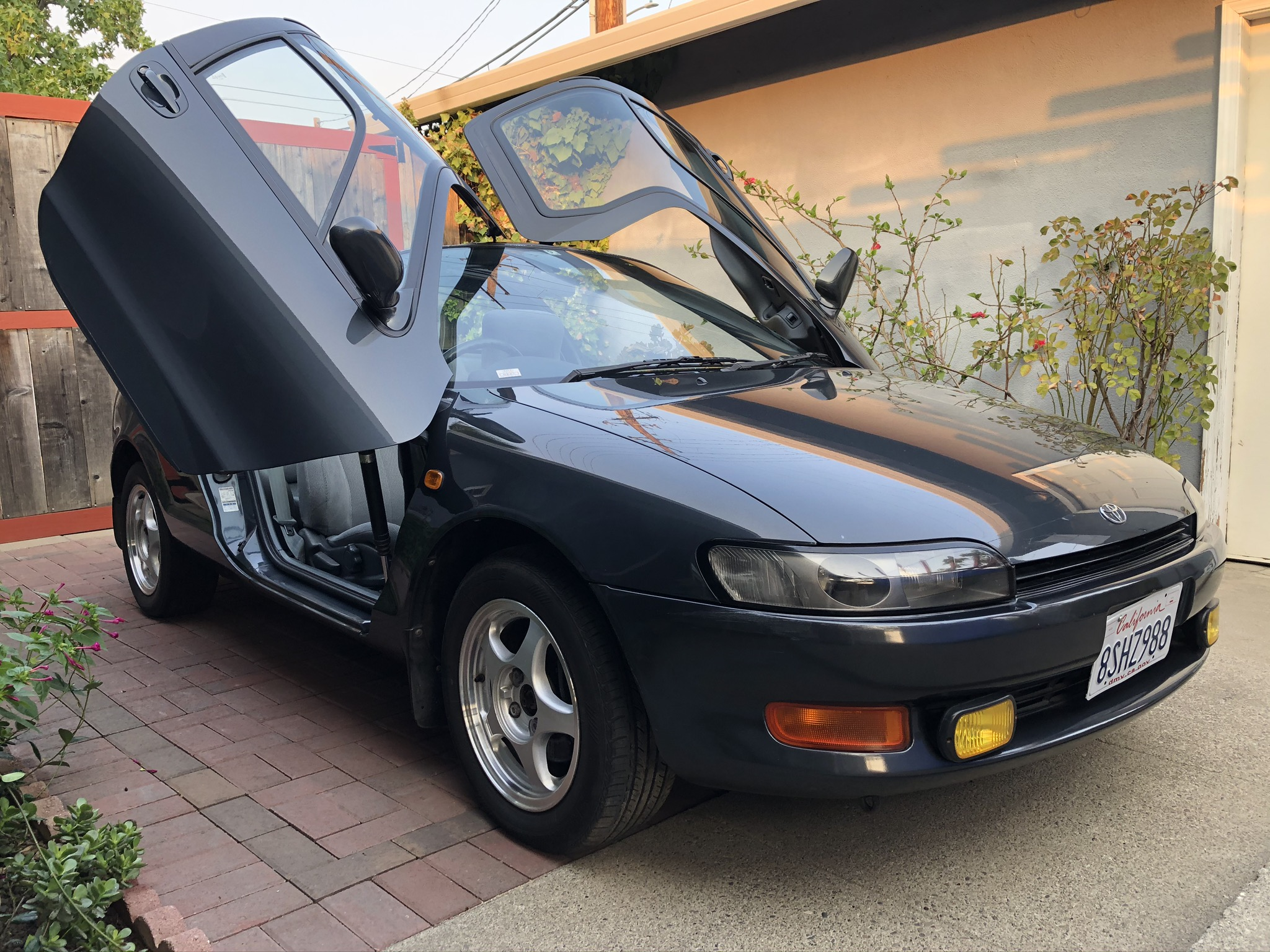
Toyota Sera
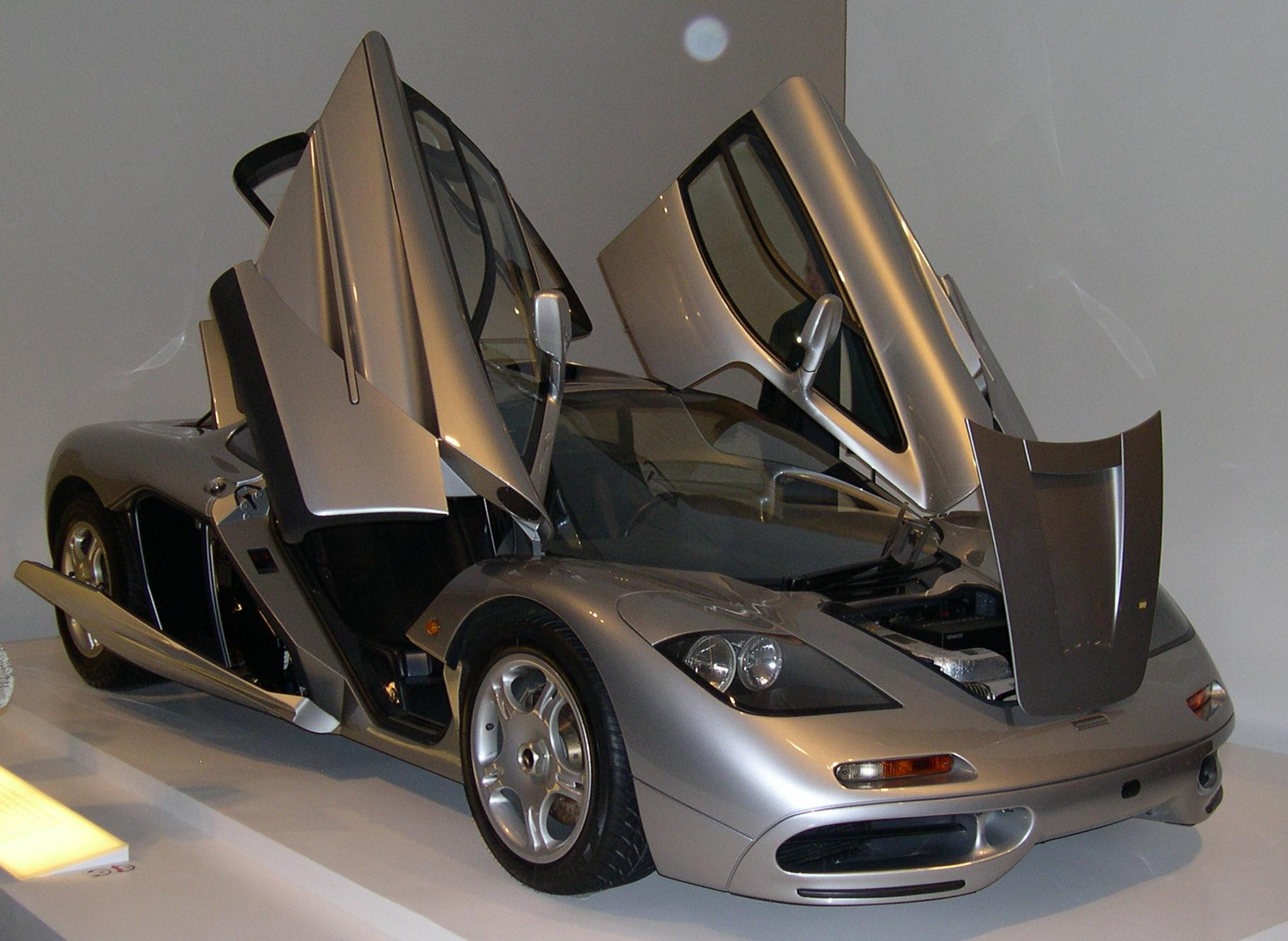
1996 McLaren F1
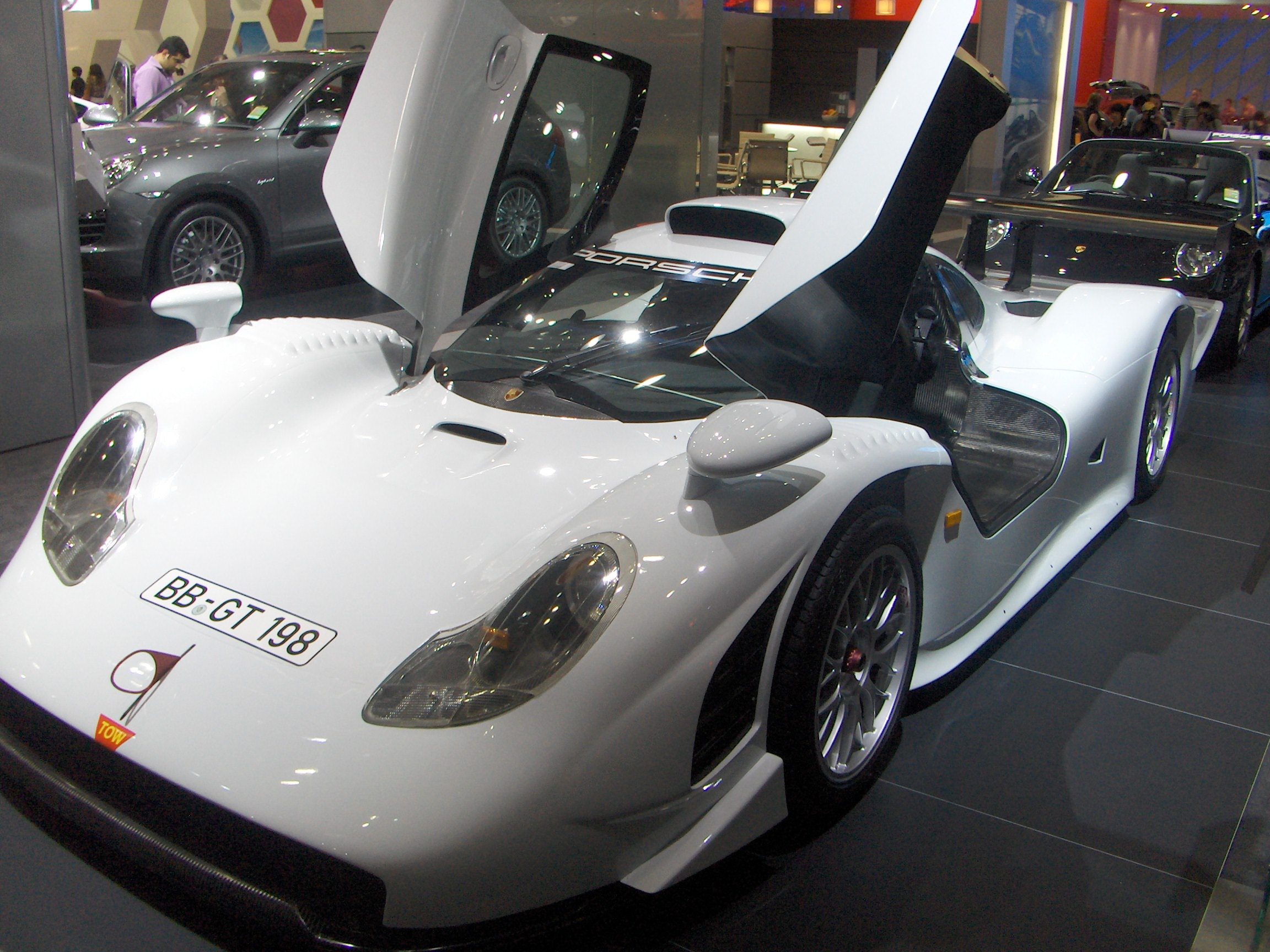
Porsche 911 GT1
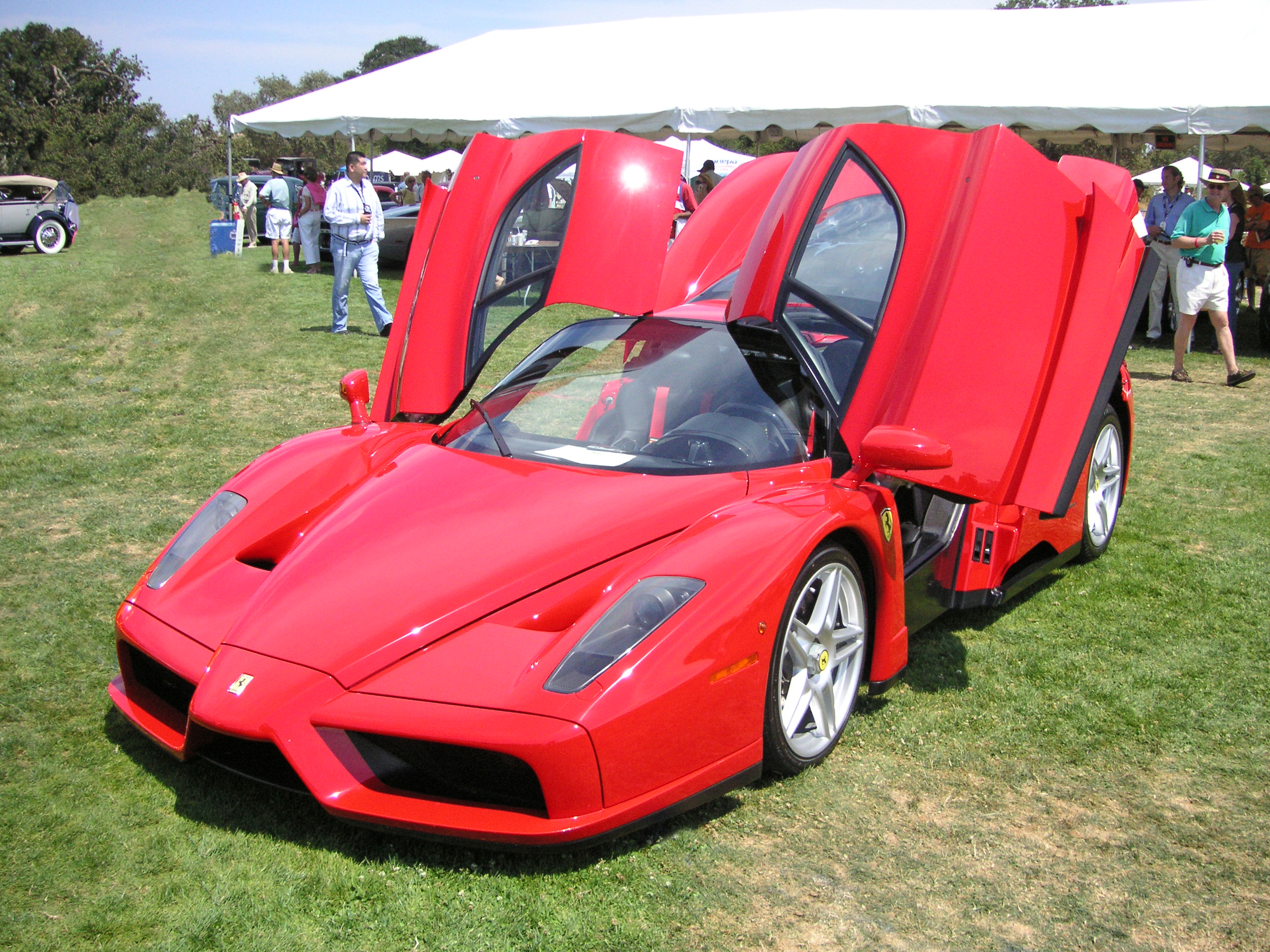
Ferrari Enzo
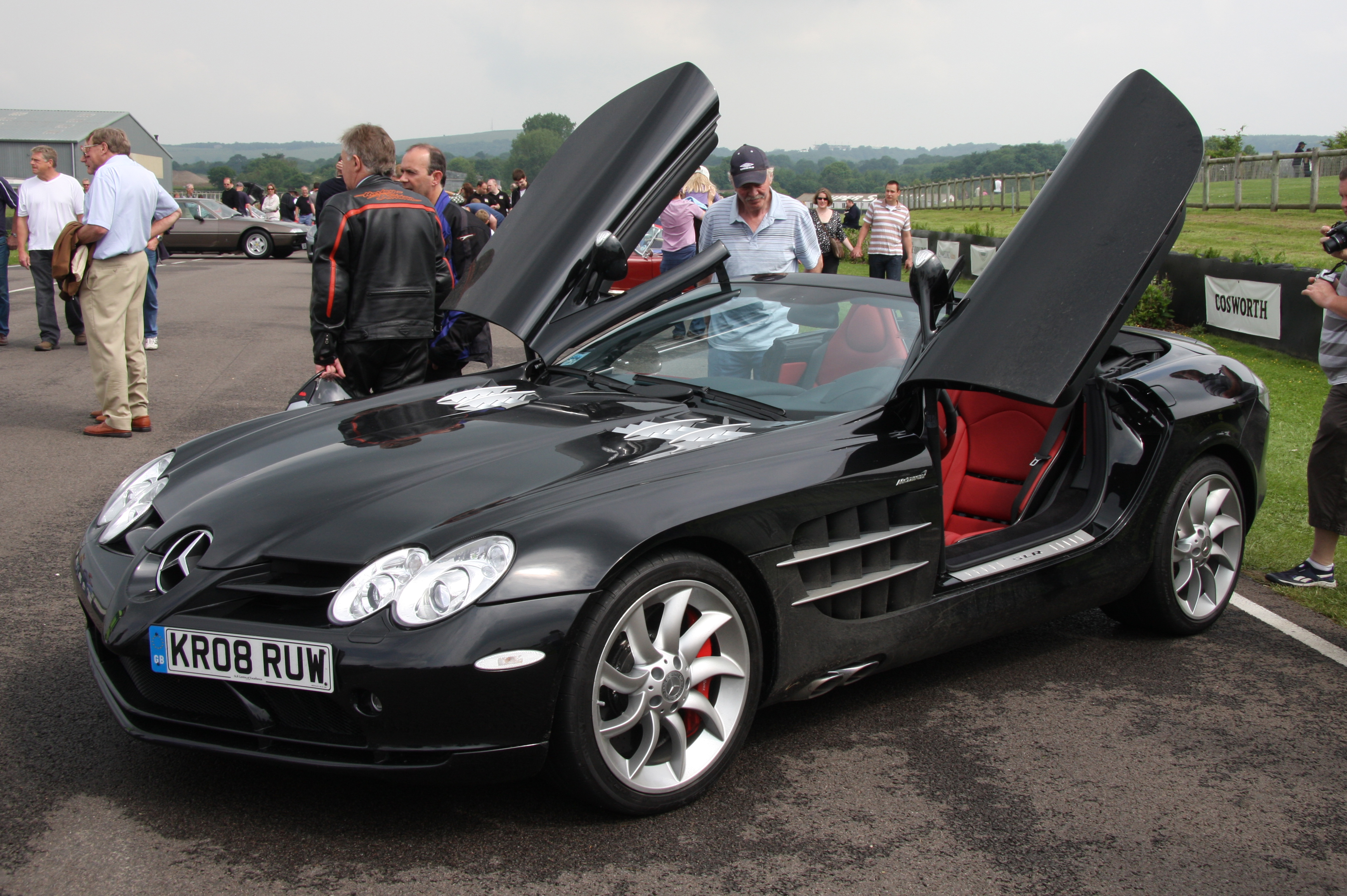
Mercedes-Benz SLR McLaren Roadster
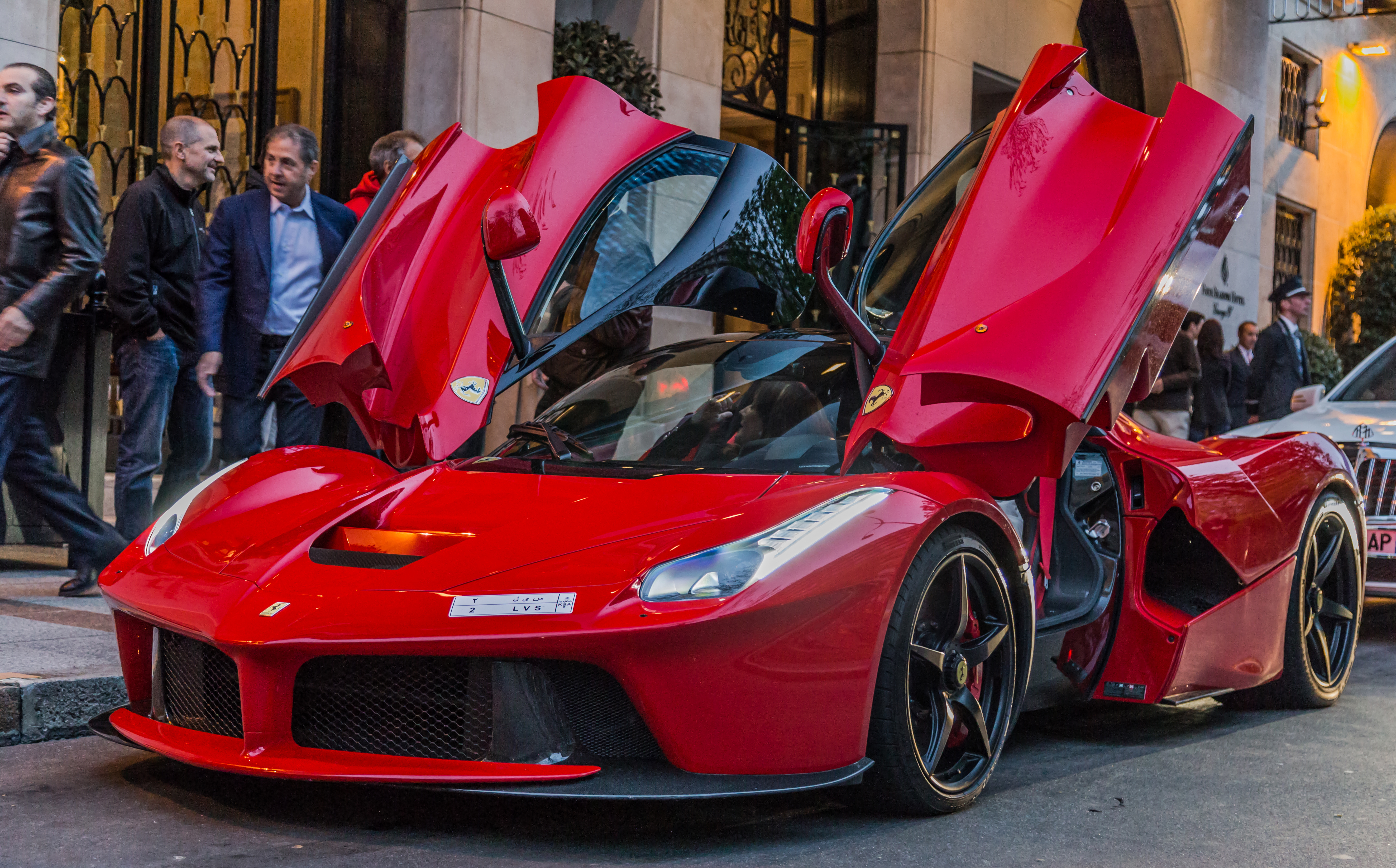
Ferrari LaFerrari
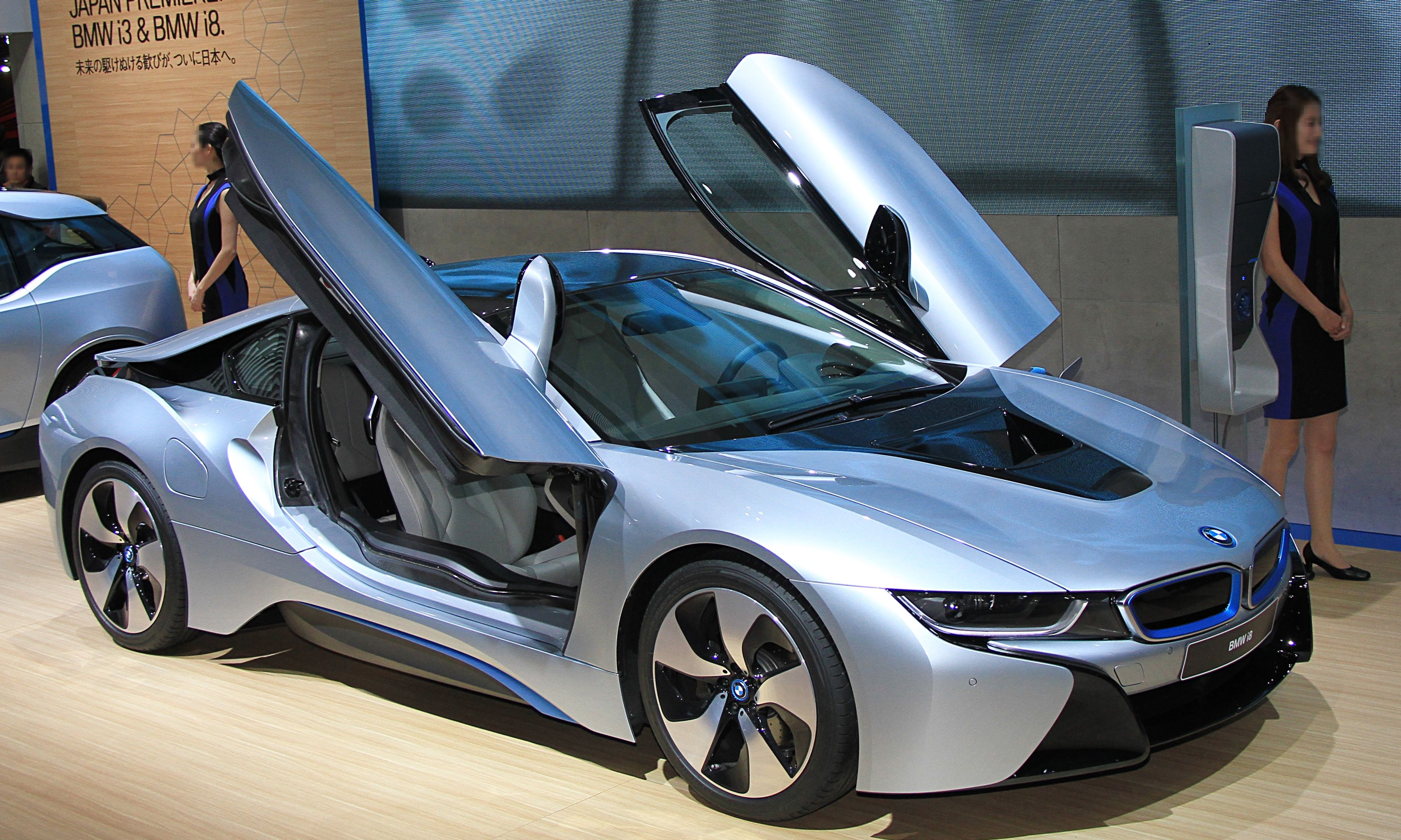
BMW i8
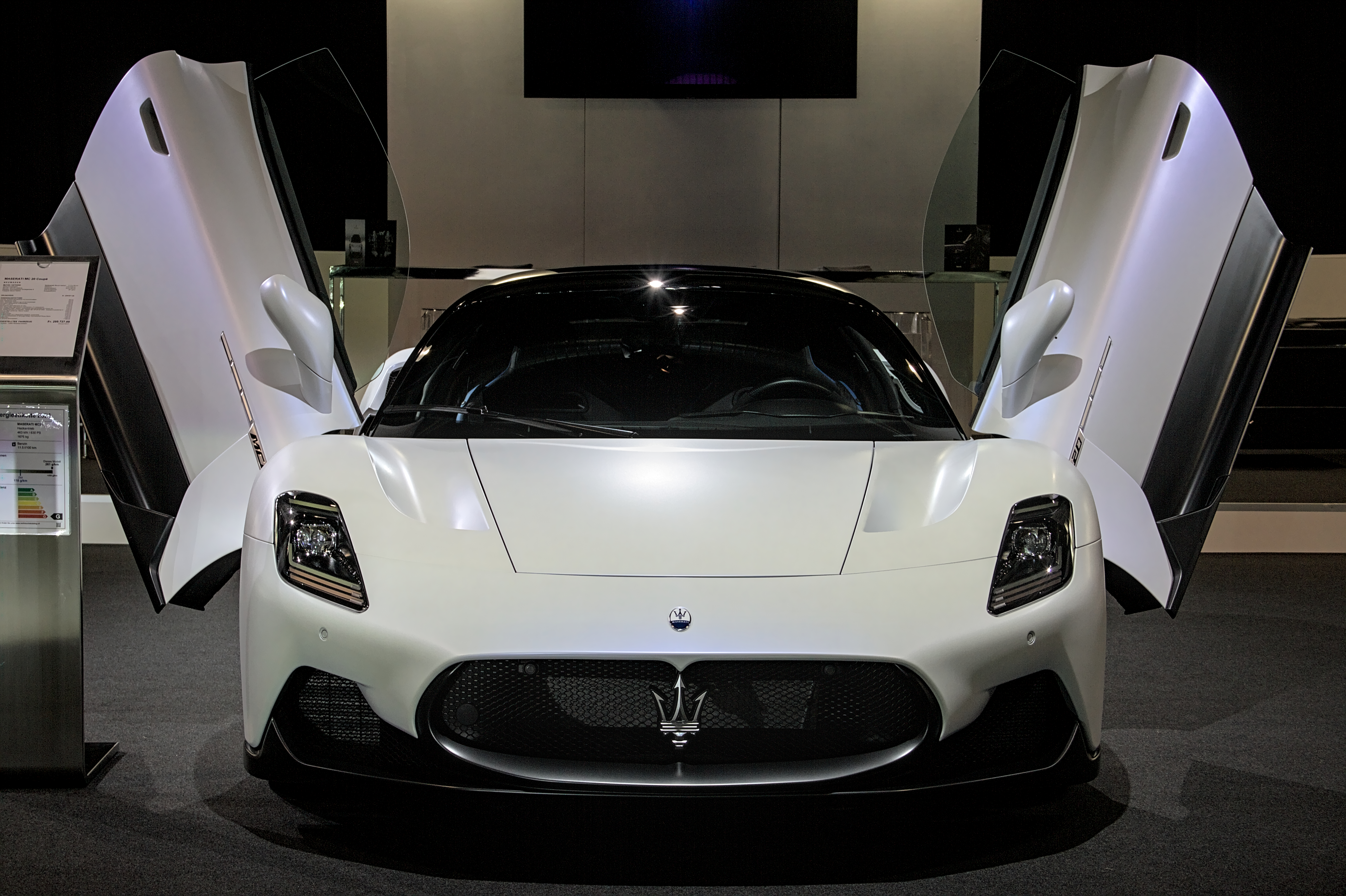
Frameless butterfly doors on Maserati MC20